# Éphrine B2
L'éphrine B2 est une protéine transmembranaire qui, chez l'homme, est codée par le gène EFNB2, sur le chromosome 13. Les éphrines et leurs récepteurs interviennent au cours du développement cellulaire, notamment au niveau du système nerveux et de l'érythropoïèse. L'éphrine B2 interagit avec les récepteurs EphA3 (en) et EphB4 (en). En particulier, elle interagit avec les récepteurs EphA3, et EphB1 (en) lors du développement du chiasma optique. Elle est par ailleurs utilisée comme récepteur par le virus Nipah et le virus Hendra pour infecter les cellules hôtes.
L'expression du gène EFNB2 tend à être progressivement réduite dans certains cancers.